# Murong Huang
Pour les articles homonymes, voir Murong (Homonymie).
Murong Huang (chinois : 慕容皝) est un prince chinois né en 297 et mort en 348 qui dirige le royaume de Xianbei.
Il est le fils de Murong Hui.